# Município de Butler (condado de Montgomery, Ohio)
Localização do Ohio nos E.U.A.
O município de Butler (em inglês: Butler Township) é um local localizado no condado de Montgomery no estado estadounidense de Ohio. No ano 2010 tinha uma população de 7894 habitantes e uma densidade populacional de 173,18 pessoas por km².

## Geografia
O município de Butler encontra-se localizado nas coordenadas 39° 53′ 21″ N, 84° 17′ 05″ O. Segundo a Departamento do Censo dos Estados Unidos, o município tem uma superfície total de 45.58 km², da qual 44.74 km² correspondem a terra firme e (1.86%) 0.85 km² é água.

## Demografia
Segundo o censo de 2010, tinha 7894 pessoas residindo no município de Butler. A densidade de população era de 173,18 hab./km².